# Добрч
Добрч (пол. Dobrcz) — село в Польщі, у гміні Добрч Бидґозького повіту Куявсько-Поморського воєводства.
Населення — 1616 осіб (2011).
У 1975-1998 роках село належало до Бидгощського воєводства.

## Демографія
Демографічна структура станом на 31 березня 2011 року:
|          | Загалом | Допрацездатний вік | Працездатний вік | Постпрацездатний вік |
| -------- | ------- | ------------------ | ---------------- | -------------------- |
| Чоловіки | 756     | 191                | 504              | 61                   |
| Жінки    | 860     | 202                | 524              | 134                  |
| Разом    | 1616    | 393                | 1028             | 195                  |